# نادي وفاء
نادي وفاء هو نادي كرة قدم تركي أٌسس عام 1908. يلعب النادي في Turkish Regional Amateur League ‏.